# 吉柳菲
吉柳菲是葡萄牙波尔图区的一个堂区。总面积4.45平方公里，总人口2621人，人口密度589人/平方公里。